# Косма (Петрович)
Епи́скоп Косма́ (рум. Episcopul Cosma, в миру Кузьма́ Васи́льевич Петро́вич, рум. Cosma Petrovici; 11 января 1873, Брэила — 16 декабря 1948, Галац) — епископ Румынской православной церкви.

## Биография
Его отец, Василий, был таможенником, мать, Екатерина, домохозяйка, была родом из жудеца Яломица, коммуна Фэцэень. По собственному признанию, в становлении будущего епископа бабушка по матери, Аника, сыграла важную роль, приучив племянника к посещению церкви и преподав первые уроки веры.
Образование получил в духовной семинарии в Галаце (1888—1892). После окончания начального курса семинарии в Галаце поступил на второй курс семинарии имени Вениамина Костаки в Яссах. Ему удалось выиграть конкурс на стипендию, организованный Ясской семинарией, и дополнить свой низкий доход благодаря пению в хоре.
Осенью 1896 года, после окончания семинарии, женился и уехал в Черновцы, чтобы завершить учёбу на богословском факультете Черновицкого университета.
15 июня 1897 года он возвратился на родину и был рукоположён в сан диакона с назначением в клир в Помэде, жудец Ботошани, но прикомандирован к собору в Дорохое
В 1900 году окончил богословский факультет Черновицкого университета со степенью лиценциата богословия.
15 августа 1902 года в монастыре Вратек был рукоположён в сан священника и назначен протоиереем в Дорохой. На этой должности он служил до февраля 1909 года.
В 1909 году после учреждения министром Спиру Харетом Высшей церковной консистории избирается её членом своими собратьями-священниками; там он пробыл до 1913 года. Следуя обещанию, данному Атанасие Георгиеску, директору средней школы «Анастасий Башота», в апреле 1913 года стал служителем в церкви в Помарле, частной церкви, под эгидой эпитропии, как это было ещё принято в то время. С 1 сентября 1913 года будущий епископ был назначен также профессором религии в средней школе «Анастасий Башота».
В 1916 году Румыния была вовлечена в Первую мировую войну. Средняя школа была преобразована в больницу, и Косма Петрович вместе с другими священниками страны участвовал в борьбе за облегчение страданий жертв. Летом 1917 года его жена умерла, оставив его вдовцом с восемью детьми.
9 июля 1923 года был рукоположён в викарного епископа Ясской архиепископии с титулом «Ботошанский».
18 июня 1924 года Большая избирательная коллегия Румынской православной церкви избрала его епископом Нижнедунайским со штаб-квартирой в Галаце. Интронизация состоялась 29 июня того же года. Регион Нижнего Дуная, где во время войны происходили активные боевые действия, испытывал большие бедствия и нужду. По собственному признанию, на момент интронизации епископ Косма обнаружил в казне епархии всего 25 леев. Поскольку местные политики не предлагали никакой поддержки безвозмездно, епископ Косма предпочёл действовать самостоятельно. Он заложил основы лесных и виноградных ферм в великих монастырях жудеца Тулча: Кокош, Саон, Челик-Дере, которые стали источником надёжной и довольно постоянной прибыли, благодаря которой епархия могла выжить. При нём было завершено строительство монументальной церкви в монастыре Челик-Дере, освящённой в 1932 году. Он инициировал и построил школу-интернат для девочек (1928—1939), открыл новое здание семинарии святого Андрея в Галаце (11 мая 1925 года), начал издание церковных периодических изданий «Căminul» (1925—1941) и «Vestitorul» (1926—1949).
С июня 1937 по февраль 1938 года был местоблюстителем Кишинёвской архиепископии.
Великое землетрясение в ноябре 1940 года разрушило значительное количество культовых сооружений, включая недавно отстроенный собор. Многие дела приходилось начинать заново. К этому несчастью добавились тяготы Второй мировой войны. Напряжённый труд и невзгоды того времени сказались на здоровье епископа Косьмы, который был уже в преклонном возрасте.
В мае 1947 года Собрание депутатов, в котором преобладали коммунисты, проголосовало за Закон № 166, который предусматривал увольнение членов духовенства всех конфессий, посредством чего должны были быть созданы «специальные комиссии», чтобы «одобрить» уход тех епископов, «которые стали непригодными для выполнения своих функций из-за физических или других недостатков». Этим манёвром власти хотели освободить несколько епископских кафедр, которые они затем надеялись занять более «гибкими» людьми. Указом № 1836 от 10 сентября 1947 года Косма был уволен на покой.
Скончался 16 декабря 1948 года в Галаце.